# Ansa Ikonen

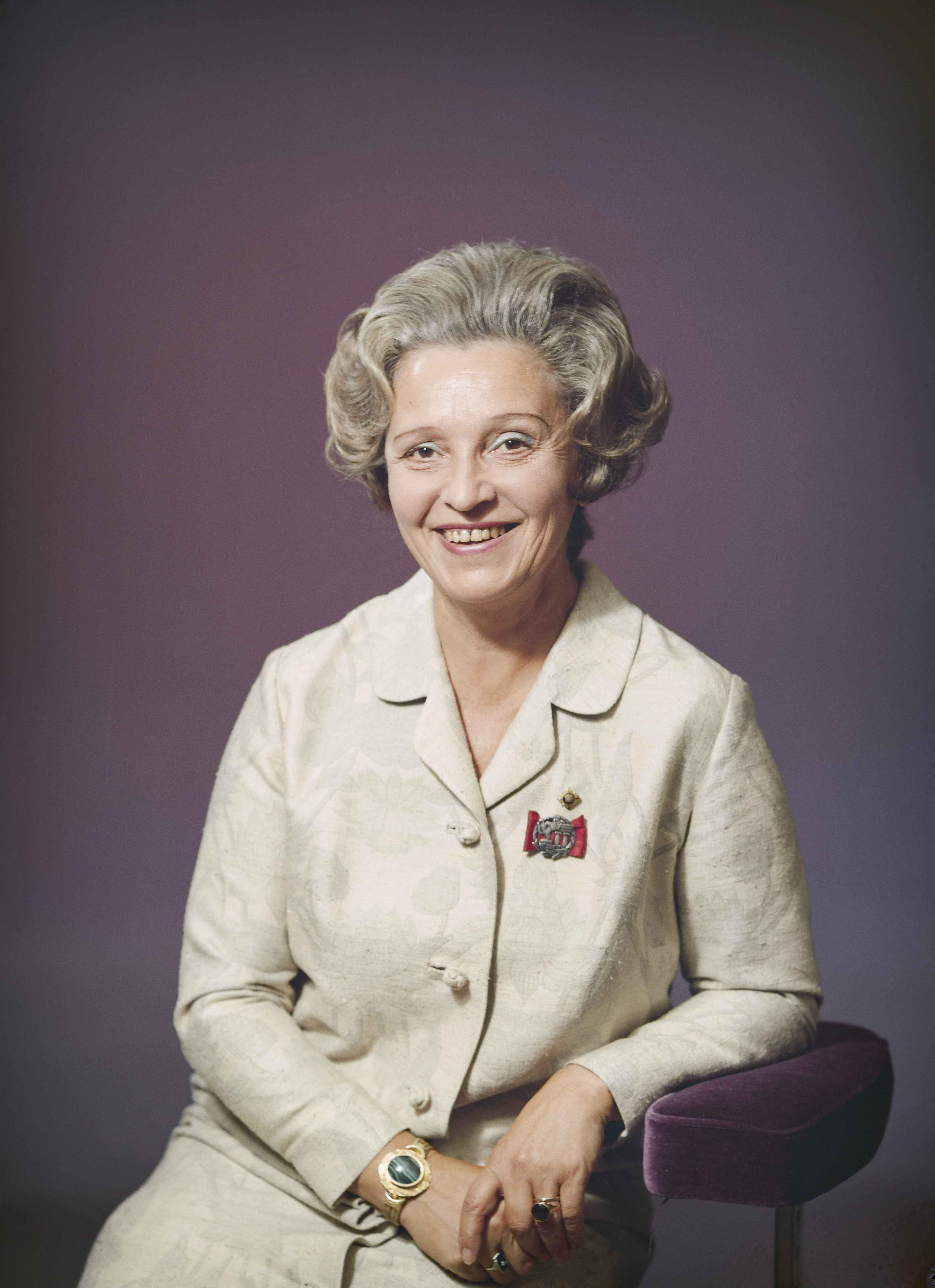
Ansa Ikonen 1971-ben

Aili Ansa Inkeri Ikonen (Szentpétervár, 1913. december 19. – Helsinki, 1989. május 23.) finn színésznő. 
Három évtizedet átfogó pályafutása alatt több tucat filmben játszott, és egyike volt a korszak legnépszerűbb színésznőinek. Tauno Palóval a finn filmművészet híres sztárpárosát alkották.

## Életpályája
Oroszországban született finn családban. Az 1917-es októberi orosz forradalom után a család Finnországba költözött. Énektanárnak tanult, de soha nem dolgozott ezen a területen. Néhány kisebb filmszerep után Valentin Vaala rábízta a Kaikki rakastavat (Mindenki szeret, 1935) női főszerepét, partnere Tauno Palo volt. A következő évben Ikonen és Palo újabb vígjátékban játszottak együtt. Mindkét film sikeres lett, és Ansa Ikonen híressé vált. Éveken át Finnország legismertebb színésznői között volt; egyike az elsőknek, akinek a hírnevét tudatosan építették.
1935 és 1956 között Ikonen és Palo összesen 12 filmben játszottak együtt, többnyire vígjátékokban. Noha a való életben nem álltak párkapcsolatban, a nagyközönség a finn fim "arany párosaként" tekintett rájuk. Mindketten énekeltek is a filmjeikben, a második világháború alatt együtt léptek fel szórakoztató műsorokban, és több közös felvételük is volt.
Filmes pályafutása mellett Ikonen 44 éven át a finn nemzeti színház tagja volt, ahol finn és külföldi klasszikus szerzők darabjaiban lépett fel. 16 Shakespeare-darabban, 6 Molière-darabban játszott, és Ibsen Babaház-ában Nórát alakította.
Ikonen intelligens komédiás és tehetséges karakterszínész volt, aki számára a szerzők néha külön szerepet írtak. Nem volt színészi végzettsége, de filmszínészként gyorsan elsajátította a szakma fogásait. 1949-ben ösztöndíjasként Londonban az Old Vic Színház iskolájába járt.
1944-ben filmrendezőként jegyezte a Nainen on Valttia című vígjátékot.
1956. november 11-én a Finn–Magyar Társaság Magyarország megsegítésére bemutatta a Körhinta című magyar filmet; a vetítés előtt Tauno Palo és Ansa Ikonen mintegy 25 000 márka adományt gyűjtöttek össze.
Férje, Jalmari Rinne szintén színész volt. Két lányuk, Katriina Rinne és Marjatta Rinne is a színi pályát választotta. Mivel férje 20 évvel idősebb volt Ikonennél, többször játszottak apa és lánya szerepeket.

## Főbb filmszerepei
- Minä ja ministeri (1934)
- Syntipukki (1935)
- Koskenlaskijan Morsian (1937)
- Kuriton Sukupolvi (1937)
- Rykmentin murheenkryyni (1938)
- Runon kuningas ja muuttolintu (1940)
- Oi, Kallis Suomenmaa (1940)
- Kulkurin Valssi (1941)
- Vaivaisukon Morsian (1944; Jussi-díj(wd) a legjobb színésznőnek)
- Nainen on Valttia (1944); rendező is
- Nokea ja kultaa (1945)
- Pikajuna Pohjoiseen (1947)
- Gabriel, tule takaisin (1951)
- Tyttö kuunsillalta (1953)
- Rakas Lurjus (1955)
- Ratkaisun Päivät (1956)
- Äidittömät (1958)
- Telefon (1977)

## Főbb színházi szerepei
- Roxane (Edmond Rostand: Cyrano de Bergerac)
- Catherine (Muriel Spark: Doctors of Philosophy)
- Lady Teazle (Richard Sheridan: A rágalom iskolája)
- Katarina Thorwöst (Serp: Katarina, kaunis leski)
- Isabella (William Shakespeare: Szeget szeggel)
- Nora (Henrik Ibsen: Babaház)
- Kirsti Mara (Tuuli Reijonen: Ovi avautuu)
- Beatrice (William Shakespeare: Sok hűhó semmiért)
- Marja Myllymies (Ilmari Turja: Raha ja sana)
- Hilde (Henrik Ibsen: Solness építőmester)
- Júlia (William Shakespeare: Rómeó és Júlia)
- Juulia (Maria Jotuni: Tohvelisankarin rouva)
- Portia (William Shakespeare: A velencei kalmár)

## Fordítás
- Ez a szócikk részben vagy egészben  az   Ansa Ikonen című angol Wikipédia-szócikk ezen változatának fordításán alapul.  Az eredeti cikk szerkesztőit annak laptörténete sorolja fel. Ez a jelzés csupán a megfogalmazás eredetét és a szerzői jogokat jelzi, nem szolgál a cikkben szereplő információk forrásmegjelöléseként.